# Dziewczyna ze śniegiem we włosach
Dziewczyna ze śniegiem we włosach (szw. Flickan med snö i håret) – debiutancka powieść kryminalna z 2010, autorstwa szwedzkiej pisarki Ninni Schulman. Jej polskie wydanie ukazało się w 2012.

## Fabuła

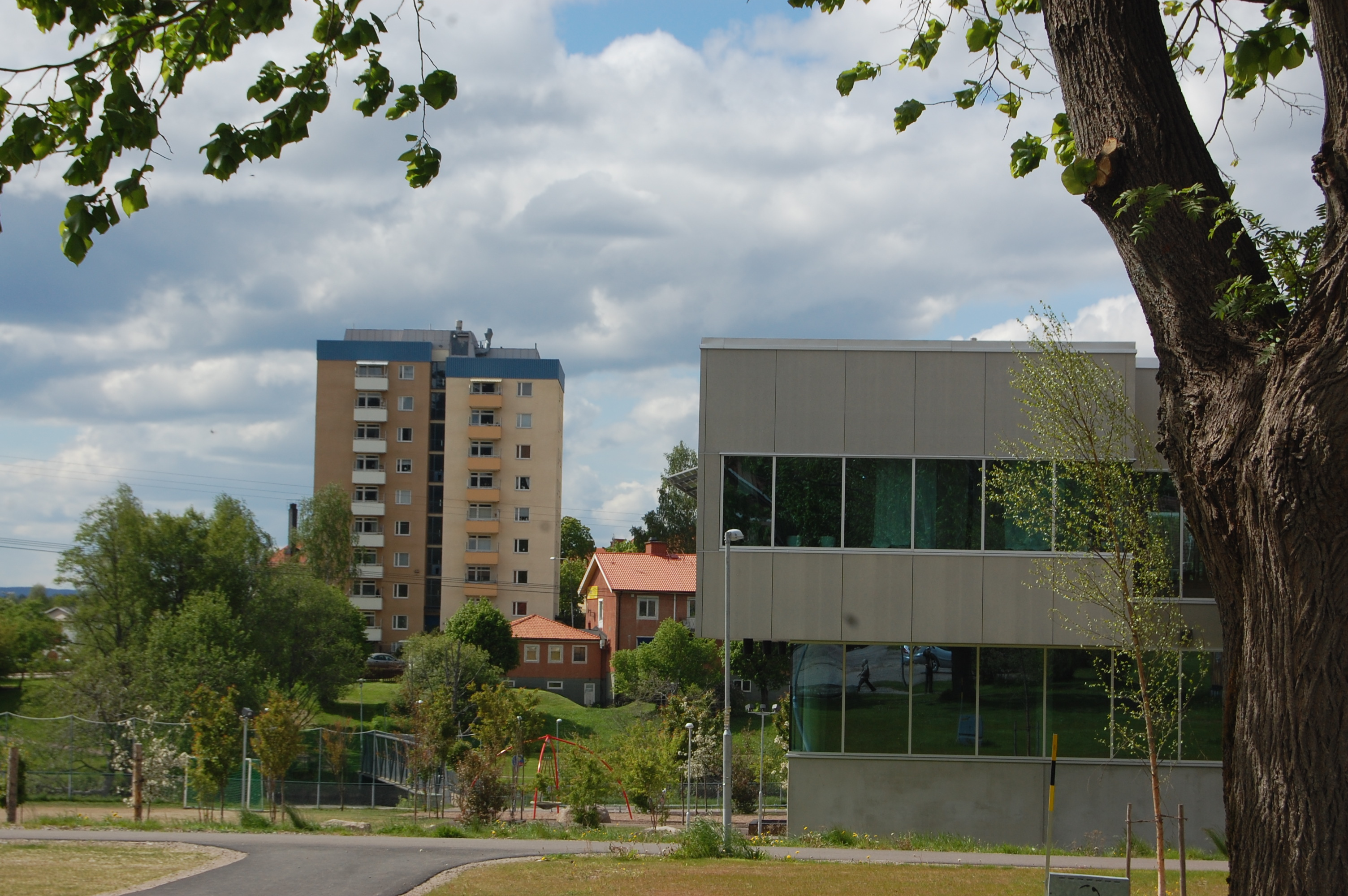
Fragment Hagfors - miejsca akcji

Pierwsza część cyklu, w którym główną bohaterką jest dziennikarka Magdalena Hansson, która uciekłszy przed zgiełkiem Sztokholmu, zamieszkała w rodzinnej miejscowości Hagfors w Värmlandii i podjęła pracę w lokalnej gazecie "Värmlandsblad". Posiada adoptowanego syna Nilsa pochodzenia wietnamskiego. W tej części Magdalena odbudowuje zerwane dawno więzi z przyjaciółmi ze szkoły, m.in. zakochuje się w dawnej miłości - Petterze. Wątek kryminalny dotyczy wykorzystywania seksualnego kobiet sprowadzanych z ubogich krajów Europy Wschodniej (w tym wypadku z Mołdawii) w nielegalnych agencjach towarzyskich w Szwecji, co organizuje gang rosyjsko-szwedzki. Początkiem akcji jest zaginięcie szesnastoletniej Heddy Losjö, która nie wróciła do domu po zabawie sylwestrowej. Powieść portretuje zamkniętą społeczność szwedzkiej prowincji.

## Nagrody
Powieść otrzymała w 2011 nagrodę dla najlepszego debiutu w Värmlandii - "Värmlandslitteraturs debutantstipendium".